# Hypenetes asiliformis
Hypenetes asiliformis är en tvåvingeart som beskrevs av Wulp 1882. Hypenetes asiliformis ingår i släktet Hypenetes och familjen rovflugor. Inga underarter finns listade i Catalogue of Life.